# HIP 5158 b
HIP 5158 b – jedna z dwóch planet pozasłonecznych orbitujących wokół gwiazdy HIP 5158 w gwiazdozbiorze Wieloryba. Została odkryta w 2009 roku metodą polegającą na mierzeniu zmienności prędkości radialnych.
Planeta ta jest masywniejsza od Jowisza (jej masa to co najmniej 1,4 MJ). Jeden pełny obieg wokół gwiazdy macierzystej zajmuje jej około 345 dni.